# Långberget (berg)
Långberget är ett berg i Torsby kommun i norra Värmland. Höjden är 630 m ö.h. På Långberget ligger Långbergets sporthotell, som är känt för sina längdåkningsspår.